# Ixora hookeri
Ixora hookeri är en måreväxtart som först beskrevs av Cornelius Anton Jan Abraham Oudemans, och fick sitt nu gällande namn av Cornelis Eliza Bertus Bremekamp. Ixora hookeri ingår i släktet Ixora och familjen måreväxter. Inga underarter finns listade i Catalogue of Life.